# شوزم دبق
شوزم دبق (الاسم العلمي:Psiadia viscosa) هو نوع من النباتات يتبع جنس الشوزم من الفصيلة النجمية. تم وصف هذا النوع من النبات علمياً لأول مرة من قبل جان باتيست لامارك سنة 1783 تحت اسم البكاريس الدبق ثم صححه أندرو جون سكوت سنة 1991.